# Hong Kong FA Cup 2015/16
Der Hong Kong FA Cup 2015/16 war die 41. Austragung eines Fußballwettbewerbs in Hongkong. Teilnehmer waren die neun Mannschaften der ersten Liga, der Hong Kong Premier League, sowie drei Mannschaften der unteren Ligen, die in einer Vorrunde ermittelt wurden. Titelverteidiger war der Kitchee SC.

## Termine
| Runde         | Datum                                                           |
| ------------- | --------------------------------------------------------------- |
| 1. Runde      | 3. Februar 2016 4. Februar 2016 5. Februar 2016 6. Februar 2016 |
| Viertelfinale | 16. April 2016 17. April 2016                                   |
| Halbfinale    | 30. April 2016 1. Mai 2016                                      |
| Finale        | 15. Mai 2016                                                    |

## 1. Runde
|                                    | Ergebnis |                      |
| ---------------------------------- | -------- | -------------------- |
| 3. Februar 2016 (Kowloon Bay Park) |          |                      |
| Hong Kong Pegasus FC               | 6:1      | Wanchai SF           |
| 4. Februar 2016 (Kowloon Bay Park) |          |                      |
| Tai Po FC                          | 1:3      | Southern District FC |
| 5. Februar 2016 (Kowloon Bay Park) |          |                      |
| Sun Hei SC                         | 0:4      | Hong Kong Rangers FC |
| 6. Februar 2016 (Kowloon Bay Park) |          |                      |
| Wong Tai Sin DRSC                  | 0:2      | Yuen Long FC         |

## Viertelfinale
|                                   | Ergebnis |                      |
| --------------------------------- | -------- | -------------------- |
| 16. April 2016 (Mong Kok Stadium) |          |                      |
| Eastern AA                        | 0:1      | Yuen Long FC         |
| Dreams Metro Gallery FC           | 2:5      | Hong Kong Rangers FC |
| 17. April 2016 (Mong Kok Stadium) |          |                      |
| South China AA                    | 1:3      | Hong Kong Pegasus FC |
| Kitchee SC                        | 1:2      | Southern District FC |

## Halbfinale
|                                   | Ergebnis |                      |
| --------------------------------- | -------- | -------------------- |
| 30. April 2016 (Mong Kok Stadium) |          |                      |
| Hong Kong Rangers FC              | 1:2      | Yuen Long FC         |
| 1. Mai 2016 (Mong Kok Stadium)    |          |                      |
| Southern District FC              | 0:2      | Hong Kong Pegasus FC |

## Finale
|                                  | Ergebnis              |              |
| -------------------------------- | --------------------- | ------------ |
| 15. Mai 2016 (Hong Kong Stadium) |                       |              |
| Hong Kong Pegasus FC             | 1:1 n. V. (4:3 i. E.) | Yuen Long FC |